# Basquetebol do FC Schalke 04
A equipe de basquetebol do Fußball-Club Gelsenkirchen-Schalke 04 é a secção da agremiação alemã que disputa a liga Oberliga (correspondente a sexta divisão do país). O clube manda seus jogos no Halle an der Mühlbachstraße com capacidade para 1.100 espectadores na cidade de Gelsenkirchen, Alemanha.

## Histórico de Temporadas
| Temporada | Nível | Liga         | Pos. | Resultado        |
| --------- | ----- | ------------ | ---- | ---------------- |
| 2010-11   | 4     | Regionalliga | 4º   |                  |
| 2011-12   | 4     | Regionalliga | 6º   |                  |
| 2012-13   | 4     | Regionalliga | 4º   |                  |
| 2013-14   | 4     | Regionalliga | 3º   |                  |
| 2014–15   | 4     | Regionalliga | 4º   |                  |
| 2015–16   | 4     | Regionalliga | 1º   | Promovido        |
| 2016–17   | 3     | ProB         | 6    | Oitavas de Final |
| 2017–18   | 3     | ProB         | 2    | Semifinalista    |
| 2018-19   | 2     | ProA         | 14   |                  |

## Títulos
2. Basketball Bundesliga
- Campeões (3): 1977, 1982, 1984

1. Regionalliga Oeste
- Campeões (4): 1975, 1987, 1995, 2016

## Ligações Externas
- Basquetebol do FC Schalke 04 no Facebook
- Basquetebol do FC Schalke 04 no X
- Basquetebol do FC Schalke 04 no Instagram
- Página da secção de basquetebol do FC Schalke 04